# Ochtendung

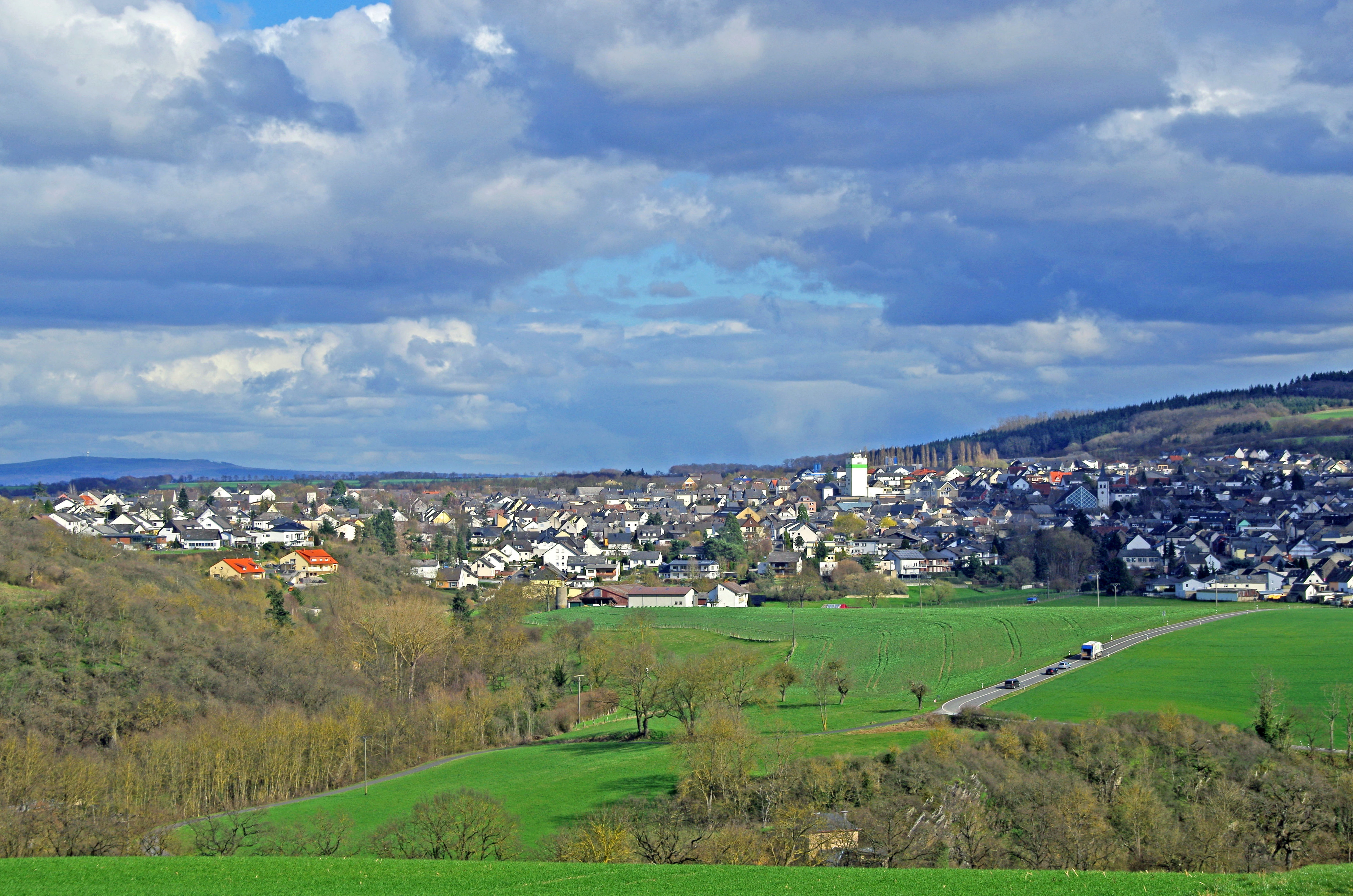
Ochtendung von Westen

Ochtendung ist eine Ortsgemeinde im Landkreis Mayen-Koblenz in Rheinland-Pfalz. Sie gehört der Verbandsgemeinde Maifeld an, die ihren Verwaltungssitz in der Stadt Polch hat.

## Geographie

### Geographische Lage
Der Ort liegt oberhalb des Nettetals in der Vordereifel, dem südöstlichen Teil der Eifel.

### Gemeindegliederung
Zu Ochtendung gehören die Wohnplätze Achtwinkelhof, Alsingerhof, Emmingerhof, Flöcksmühle, Fressenhof, Heselermühle, „In den Wannen“, Korbsmühle, Häusergruppe Lohmühle, Münsterhof, Haus Oberholz, Oberwertsmühle, Sackenheimerhöfe (ehemaliger Ortsteil von Bassenheim), Haus Schleewiesenmühle, Steinstückhof, Waldorferhof und „Auf den Heselen“.

### Nachbargemeinden
Nachbargemeinden sind Lonnig, Bassenheim, Plaidt, Kruft und Saffig.

### Geologie
Ochtendung liegt in einem ehemaligen Vulkangebiet. Die nahegelegenen erloschenen Vulkane Karmelenberg und Tönchesberg sowie die nördlich gelegene Wannengruppe zeugen von vulkanischer Aktivität in verschiedenen Zeiträumen.

## Geschichte

### Ortsgeschichte
Der Name des Ortes Ochtendung leitet sich aus dem Wort Thing, Ding, (Ochtendung von „of demo dinge“) ab. Ein Thing war zu früheren Zeiten der Begriff für ein Gericht, oder genauer gesagt: für den Ort, an dem Gericht gehalten wurde.
Kaiser Karl IV. verlieh Ochtendung am 8. Januar 1354 Frankfurter Stadtrecht. Im Jahr 1563 umfasste die Ortschaft unter dem Namen Ochtendunk 75 Feuerstellen, 1683 waren es 64. Landesherrlich gehörte sie bis Ende des 18. Jahrhunderts zum Kurfürstentum Trier und bildete zunächst einen eigenen Amtsbezirk mit Sitz auf der Burg Wernerseck, unterstand später aber der Verwaltung des Amtes Münster-Maienfeld. Trotz vorhandener Befestigungen wurde Ochtendung insbesondere im Dreißigjährigen Krieg (1618–1648), aber auch bei weiteren Auseinandersetzungen, wiederholt verwüstet. Bei einem großen Brand im Jahr 1734 wurden große Teile des Dorfes zerstört. Betroffen war auch die alte St.-Martin-Kirche, sie wurde 1769 bis 1771 neu errichtet.
Im Jahr 1794 nahmen französische Revolutionstruppen das linke Rheinufer ein. Von 1798 bis 1814 gehörte Ochtendung zum Kanton Polch im Rhein-Mosel-Departement. Aufgrund der auf dem Wiener Kongress (1815) getroffenen Vereinbarungen wurde die Region dem Königreich Preußen zugeordnet. Unter der preußischen Verwaltung gehörte der Ort von 1816 an zum neu gebildeten Kreis Mayen im Regierungsbezirk Koblenz und damit ab 1822 zur Rheinprovinz.
Nach dem Zweiten Weltkrieg wurde Ochtendung innerhalb der französischen Besatzungszone Teil des damals neu gebildeten Landes Rheinland-Pfalz. Vorher eher landwirtschaftlich geprägt, begann wegen der verkehrsgünstigen Lage der Abbau der reichhaltigen Bims- und Lavavorkommen.

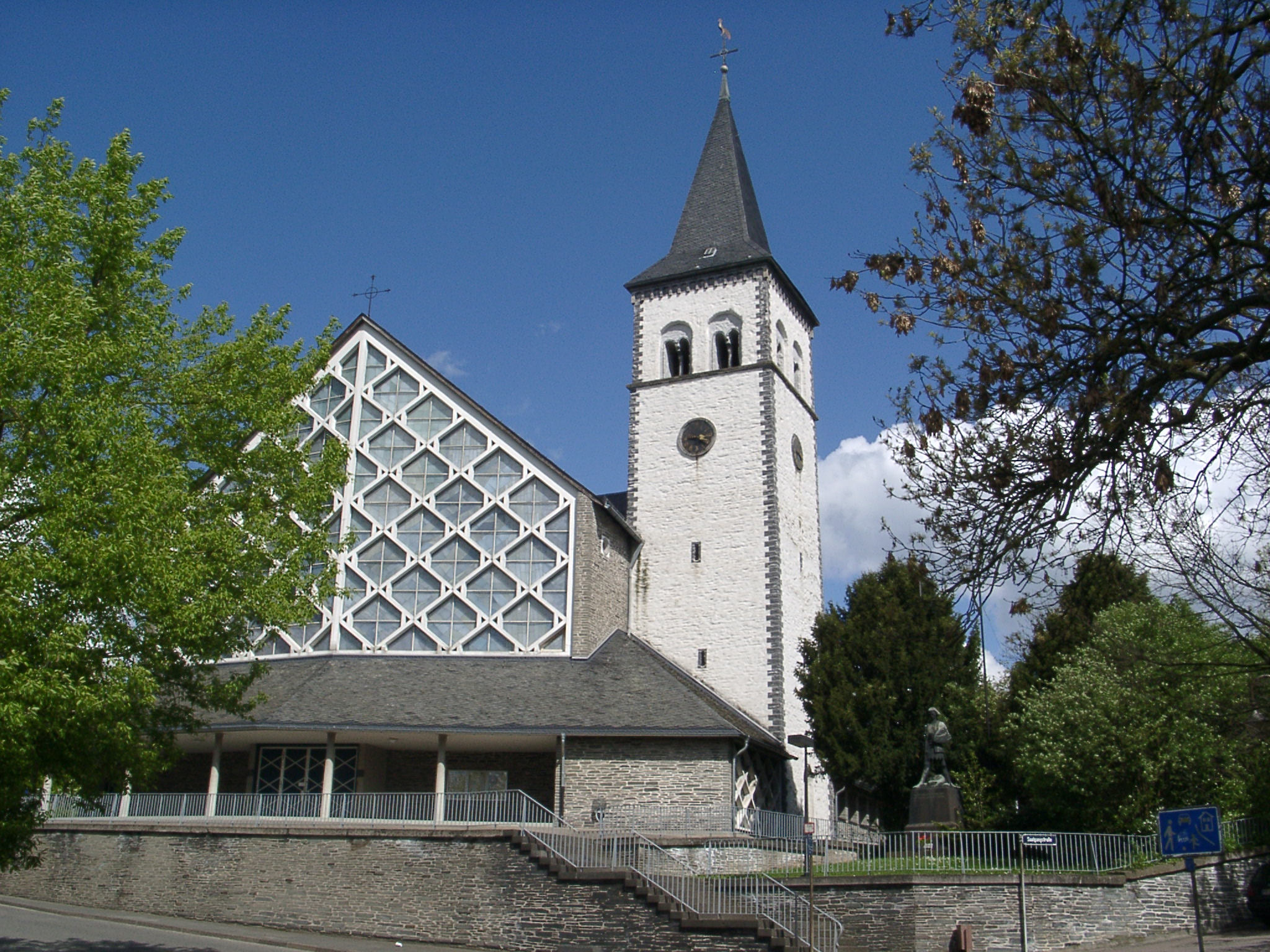
Kirche St. Martin (2005)

Die aus dem 18. Jahrhundert stammende St.-Martin-Kirche musste 1957 wegen zunehmender Bauschäden abgerissen und durch einen Neubau ersetzt werden, der 1958 konsekriert wurde.
Am 7. November 1970 wurde der Landkreis Mayen aufgelöst. Aus einem Teil des Kreises, zu dem auch Ochtendung gehörte, wurde zusammen mit dem größten Teil des ebenfalls aufgelösten Landkreises Koblenz der neue Landkreis Mayen-Koblenz gebildet.
Der wirtschaftliche Aufschwung führte in den vergangenen Jahrzehnten zur Ausweisung neuer Wohn- und Gewerbegebiete sowie zum Bau des Jakob-Vogt-Stadions (2003) und der Kulturhalle Ochtendung (2006).

### Einwohnerentwicklung
Die Entwicklung der Einwohnerzahl von Ochtendung; die Werte von 1871 bis 1987 beruhen auf Volkszählungen:

Einwohnerentwicklung von Ochtendung von 1815 bis 2017 nach nebenstehender Tabelle

| Jahr | Einwohner |
| ---- | --------- |
| 1815 | 980       |
| 1835 | 1.384     |
| 1871 | 1.824     |
| 1905 | 2.518     |
| 1939 | 2.966     |
| 1950 | 3.518     |
| 1961 | 3.712     |

| Jahr | Einwohner |
| ---- | --------- |
| 1970 | 4.067     |
| 1987 | 3.910     |
| 1997 | 4.970     |
| 2005 | 5.228     |
| 2017 | 5.423     |
| 2019 | 5.460     |
| 2022 | 5.595     |

## Politik

### Gemeinderat
Der Gemeinderat in Ochtendung besteht aus 22 Ratsmitgliedern, die bei der Kommunalwahl am 9. Juni 2024 in einer personalisierten Verhältniswahl gewählt wurden, und dem ehrenamtlichen Ortsbürgermeister als Vorsitzendem.
Die Sitzverteilung im Gemeinderat:
| Wahl | SPD | CDU | FDP | FWG | Ich tu´s | Gesamt   |
| ---- | --- | --- | --- | --- | -------- | -------- |
| 2024 | 8   | 12  | 1   | –   | 1        | 22 Sitze |
| 2019 | 10  | 9   | –   | –   | 3        | 22 Sitze |
| 2014 | 10  | 9   | –   | 2   | 1        | 22 Sitze |
| 2009 | 11  | 7   | –   | 2   | 2        | 22 Sitze |
| 2004 | 9   | 10  | –   | 2   | 1        | 22 Sitze |

- FWG = Freie Wählergruppe Ochtendung e. V.
- Ich tu’s = Ich tu’s –DIE BÜRGER– Initiative e. V.

### Bürgermeister
Hans-Georg Hammes (CDU) wurde am 8. Juli 2024 Ortsbürgermeister von Ochtendung. Bei der Direktwahl am 9. Juni 2024 hatte er sich mit einem Stimmenanteil von 56,9 % gegen seinen Amtsvorgänger durchgesetzt.
Sein Vorgänger Lothar Kalter (SPD) hatte das Amt am 26. Juni 2019 übernommen. Bei der Direktwahl am 26. Mai 2019 wurde er mit einem Stimmenanteil von 55,14 % für fünf Jahre gewählt und trat die Nachfolge von Rita Hirsch (SPD) an, die nach zehn Jahren im Amt nicht erneut kandidierte.

### Wappen
| Wappen von Ochtendung | Blasonierung: „In Silber ein rotes durchgehendes Balkenkreuz, bewinkelt von vier schwarzen Ringen (Kreisen).“ |
| Wappen von Ochtendung | Wappenbegründung: Das rote Balkenkreuz in Silber ist das Wappen Kurtriers, zu dem Ochtendung über siebenhundert Jahre hindurch gehörte, die Kreise (Ringe) symbolisieren die alte Gerichtsstätte im Maifeld, seinerzeit „Ding“ oder „Thing“ genannt. Von diesem Begriff ist auch der Ortsnamen Ochtendung abgeleitet – „of demo dinge“ wurde der Ort in der ersten urkundlichen Erwähnung vom 10. Juni 963 genannt. Es handelte sich dabei um einen Schenkungsakt des fränkischen Gaugrafen Udo sowie seiner beiden Vizegrafen Raginbold und Bernhard zugunsten des Stiftes von Münstermaifeld. |

### Gemeindepartnerschaften
Die Gemeinde unterhält Partnerschaften mit Caiazzo in Italien und La Chaussée-Saint-Victor in Frankreich.

## Kultur und Sehenswürdigkeiten

### Sehenswürdigkeiten
- Burg Wernerseck
- Tumulus (römisches Grabmal)
- Kulturhalle Ochtendung

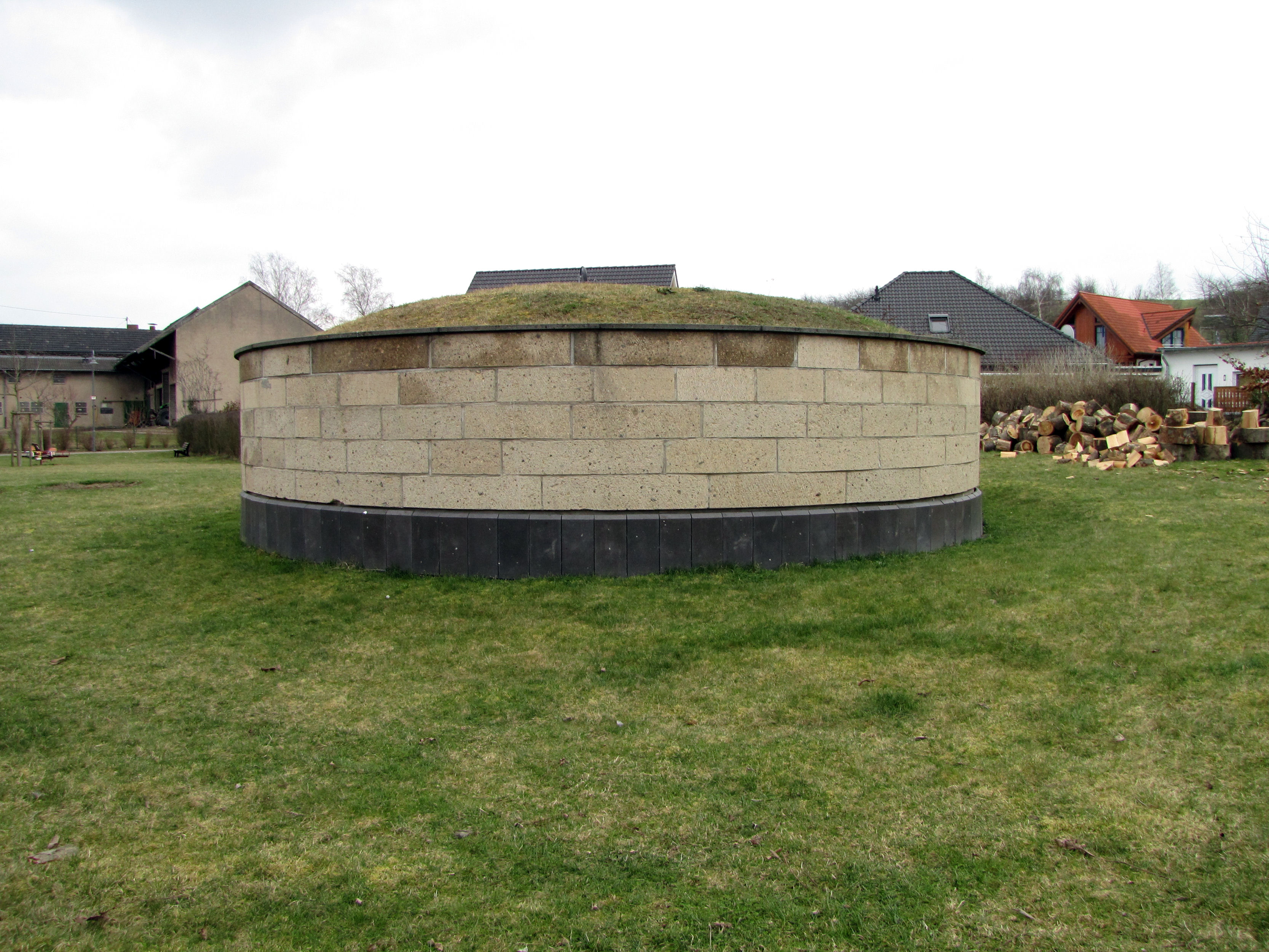
Tumulus von Ochtendung

- Katholische Pfarrkirche Kirche St. Martin
- Rathaus
- Überrest der historischen Stadtmauer

Siehe auch: Liste der Kulturdenkmäler in Ochtendung
Siehe auch: Liste der Stolpersteine in Ochtendung

### Tourismus
- Rad- und Skulpturenweg

## Wirtschaft und Infrastruktur

### Bildung
In der Ortsgemeinde ist die derzeit zweizügige Grund- und Ganztagsschule St. Martin angesiedelt. Zudem gibt es vier Kindergärten: Das Kinderhaus Regenbogen, die Kindertagesstätte Bienenhaus, die katholische Kindertagesstätte St.Martin und die Kindertagesstätte Krümelkiste. Letztere befindet sich im Gebäude der ehemaligen Hauptschule.

### Verkehr
Ochtendung liegt in der Nähe der A 48 sowie der A 61 und hat jeweils eine eigene Autobahnabfahrt.
Bis vor einigen Jahren begann die B 258 in Koblenz und führte über Ochtendung nach Mayen und dann weiter bis nach Belgien am Nürburgring vorbei. Der Teil zwischen Koblenz und Mayen wurde wegen der Nähe zur Autobahn 48 abgestuft; seitdem ist dies die L 98.
Die Gemeinde liegt an der ehemaligen Eisenbahnstrecke Koblenz-Lützel–Mayen Ost, die im Dezember 1983 für den Personenverkehr stillgelegt wurde. Nachdem die Trasse Richtung Polch bereits Jahre zuvor zum Bahntrassenradweg umgebaut worden war, wurden bis Juni 2019 auch die Gleise Richtung Bassenheim entfernt und der Maifeld-Radweg um 6,1 km verlängert.

## Persönlichkeiten

### Söhne und Töchter von Ochtendung
- Johann Jakob Kraft (1808–1884), Weihbischof in Trier
- Jacob Peters (1842–1913), Gutsbesitzer und Politiker
- Peter Peters (1876–1922), preußischer Landrat
- Jakob Vogt (1902–1985), Gewichtheber
- Werner Peters (1906–1990), Landwirt und Politiker (CDU)
- Josef Rüber (1917–1977), Landwirt und Politiker (CDU)
- Manfred Pohlen (1930–2024), emeritierter Direktor der Klinik für Psychotherapie des Universitätsklinikums der Philipps-Universität Marburg
- Jürgen Weigt (* 1957), General der Bundeswehr
- Georg Hollmann (* 1957 oder 1958), Kommunalpolitiker (CDU)
- Peter Peters (* 1962), Journalist und Fußballfunktionär
- Harald Paganetti (* 1962), Professor an der Harvard Medical School, Boston[18]

### Mit Ochtendung verbunden
- Kristin Silbereisen (* 1985), Tischtennisspielerin
- Torsten Welling (* 1985), Politiker (CDU)

## Sonstiges

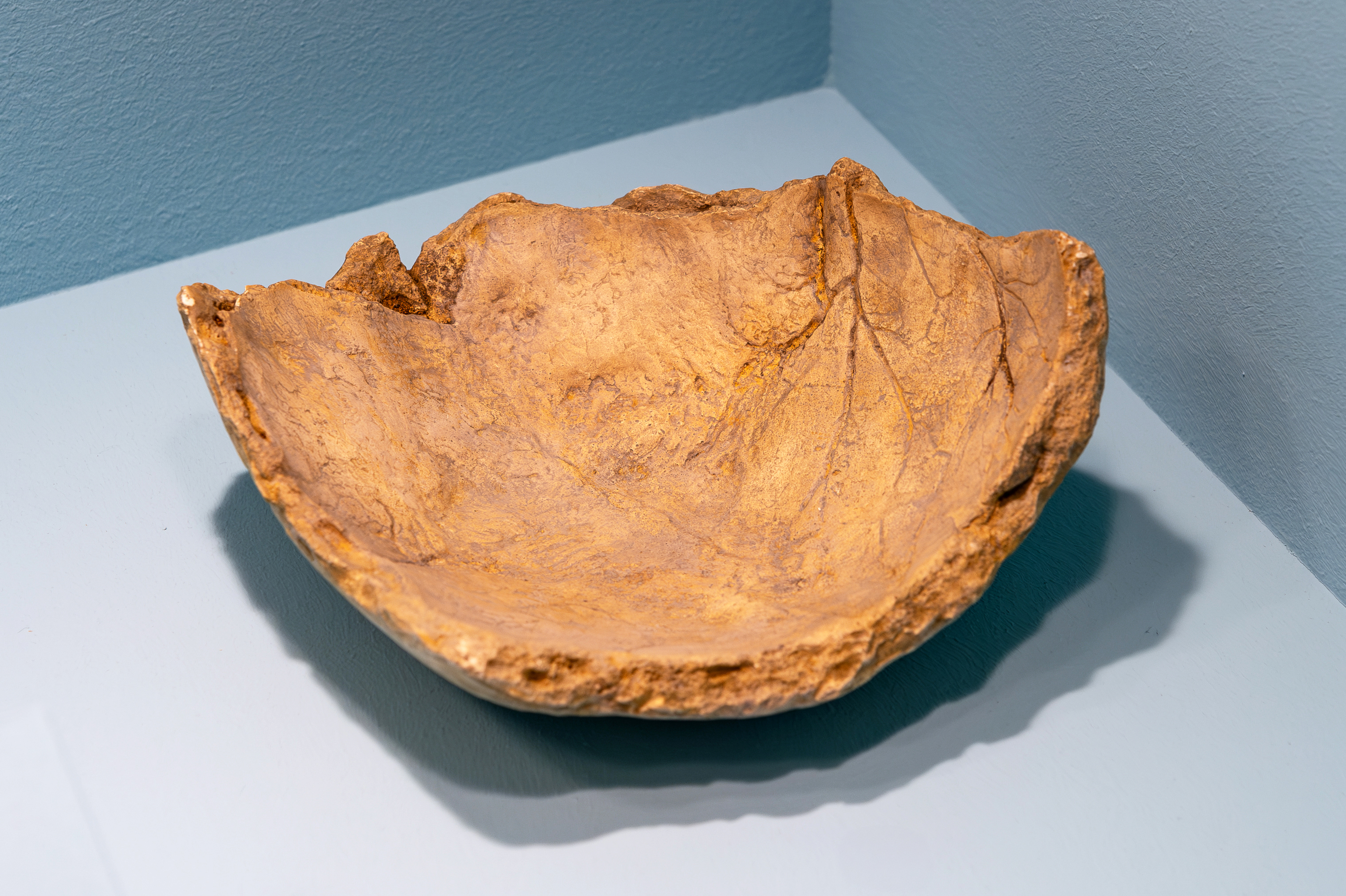
Schädelkalotte von Ochtendung (Replik)

Ein angeblich 1997 im Steinbruch Wannenköpfe bei Ochtendung entdecktes und insbesondere von Axel von Berg wissenschaftlich beschriebenes Schädeldach eines vermeintlichen Neandertalers stammt laut einer im Jahr 2024 erfolgten C14-Datierung aus dem frühen Mittelalter.